# Luftgítar
Luftgítar fue un álbum de Johnny Triumph que salió al mercado en octubre de 1987 sólo en Islandia. El álbum fue lanzado a través de Bad Taste.
Luftgítar salió en formato vinilo de 12 pulgadas y contó con la colaboración del grupo The Sugarcubes.

## Contenido
“Stálnótt” y dos versiones de “Luftgítar”
Nota: “Stálnótt” en islandés significa “Noche de Acero” y “Luftgítar”, “Guitarra de Aire”.